# Savè
Pour les articles homonymes, voir Save.
Savè [savɛ] est une commune du département des Collines, située au Bénin. Ses habitants sont appelés les Tchabès.

## Histoire

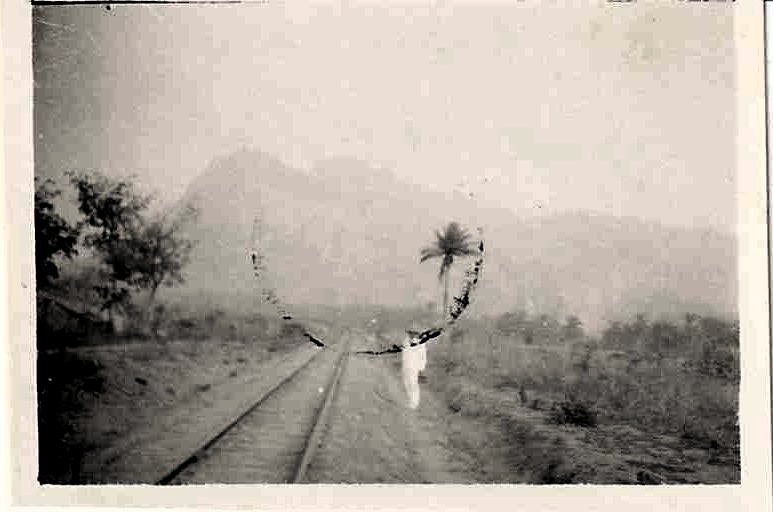
Février 1932, la ligne de fer qui devrait relier Bénin-Niger dans la ville de Savè.

| Roi          | Règne       |
| ------------ | ----------- |
| Ola Obe      | 1803 - 1818 |
| Ola Mone     | 1818 - ...  |
| Ola Akikenju | ... - ...   |
| Momodu       | 1902        |

## Géographie
La ville est géographiquement extraordinaire car insérée au milieu des collines qui ne laissent que les ouvertures indispensables pour accéder à la ville et la traverser en vue de se diriger vers le nord du Pays. Cotonou, la capitale économique, est à trois cents kilomètres au sud de Savè. De petits villages entourent cette ville et s'y rattachent progressivement. On ne remarque plus que Diho et Savè sont deux agglomérations distinctes.

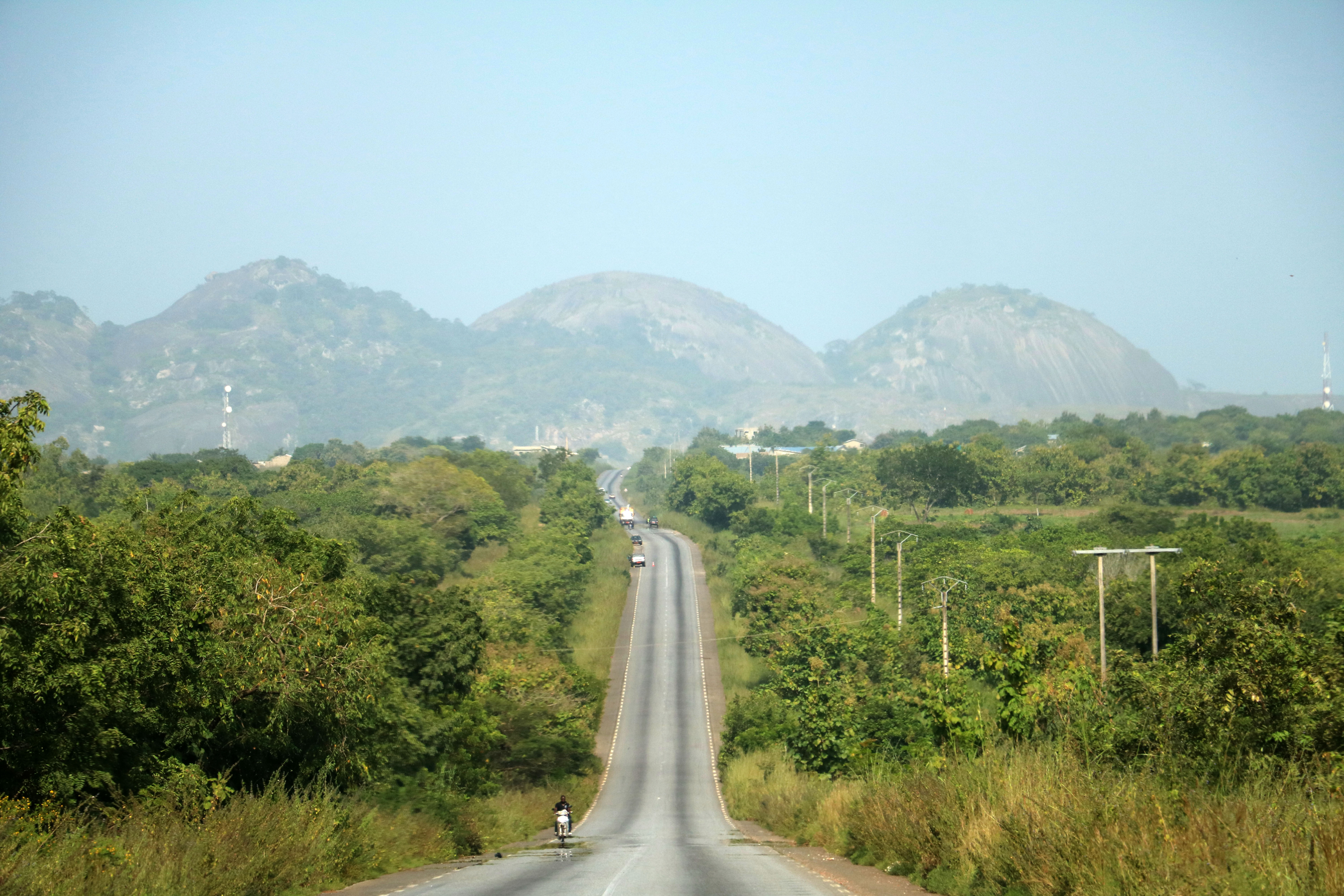
Vue des collines de Savè.
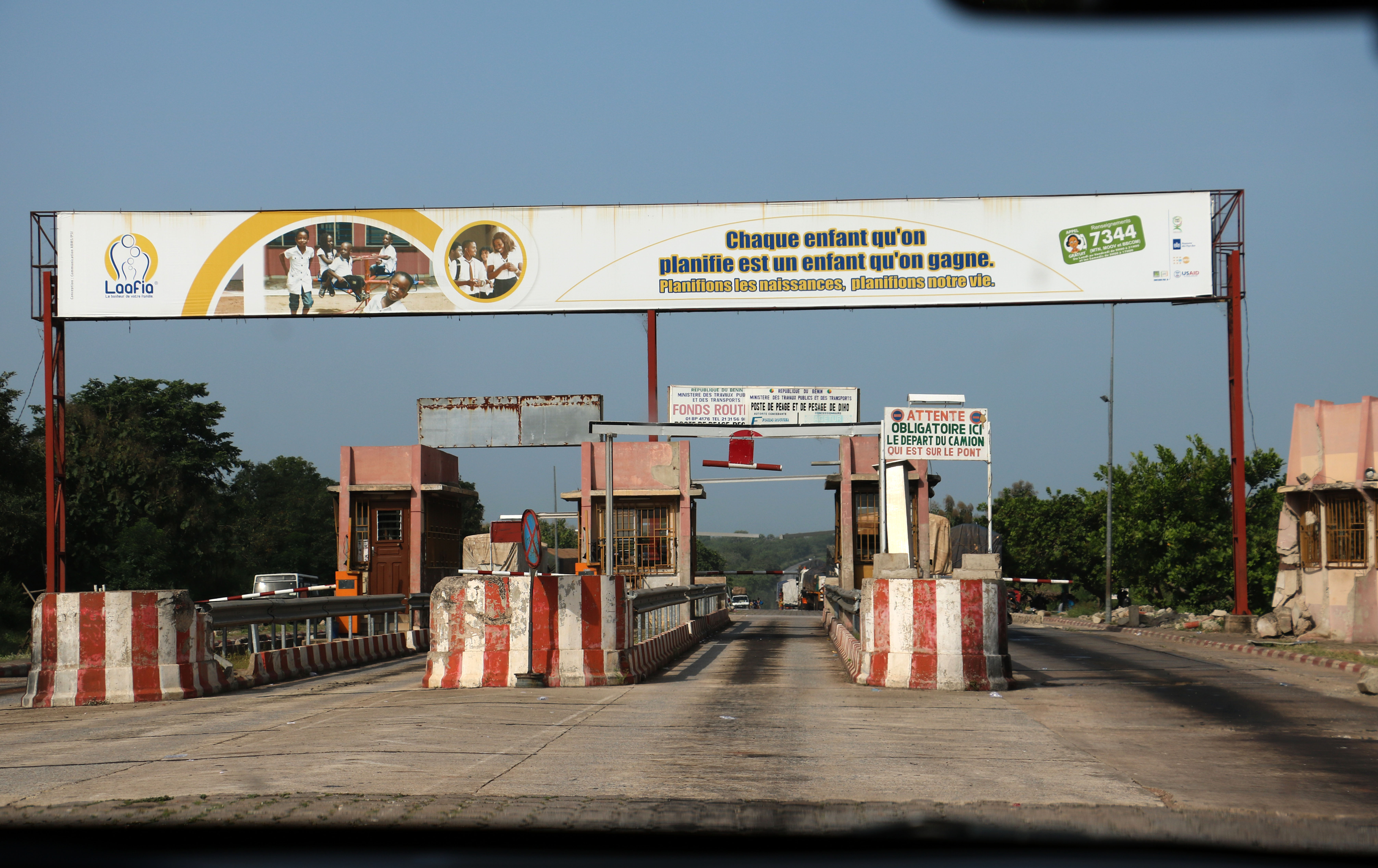
Péage sur la route de Diho.
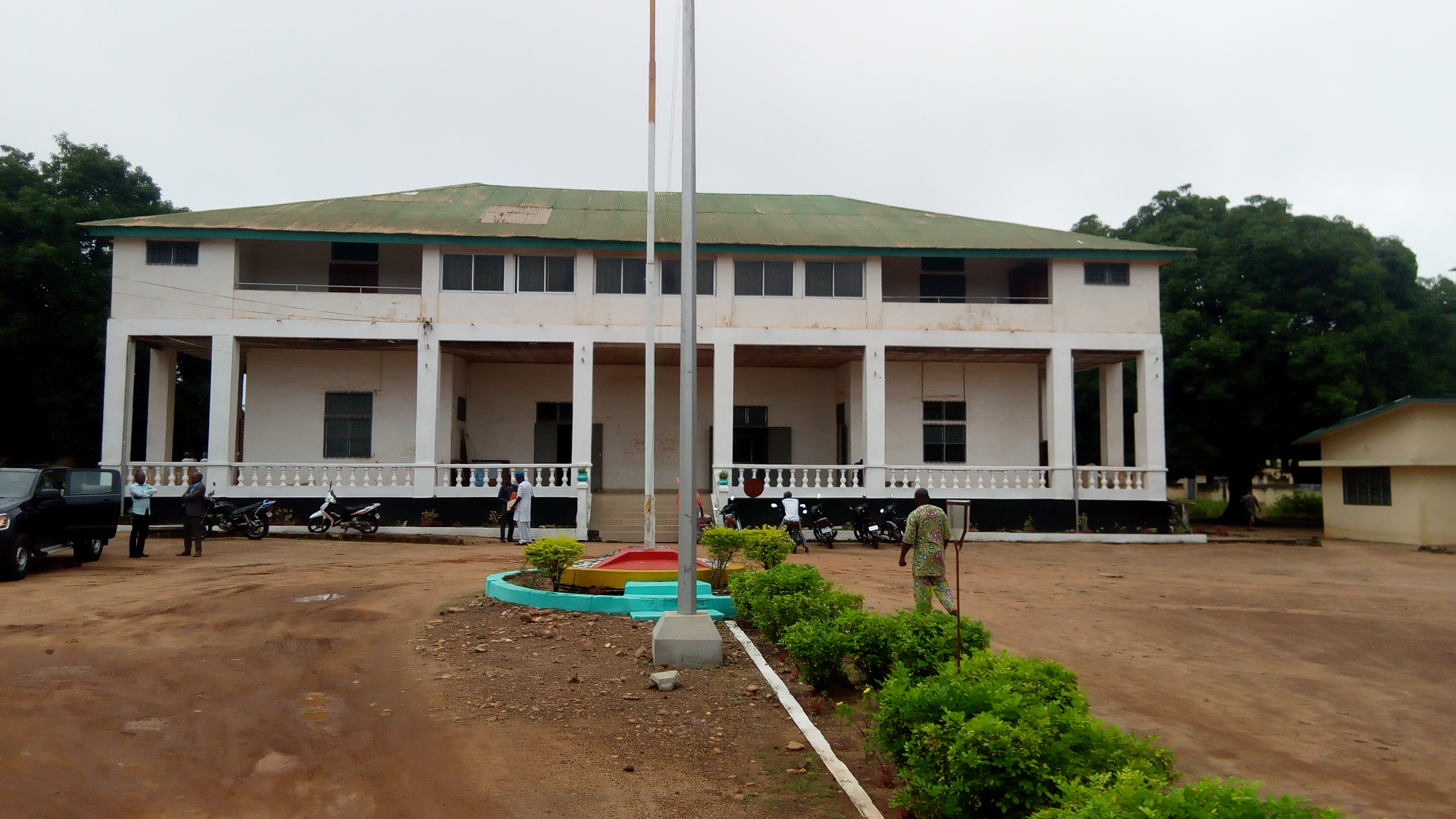
MAIRIE Savè au Bénin

## Population
Lors du recensement de 2013 (RGPH-4), la commune comptait 87 177 habitants.

## Culture

### Langue et culture
Les habitants de Savé sont également appelés Tchabès [tʃabɛ] ou communément Nagots. Savè, c'est aussi Idadou [iday]. Les Tchabès sont originaires d'Oyo au Nigéria. Et cela s'illustre dans la langue parlée par ces derniers. En effet, le Tchabè dérive du Yoruba; qui parle Nagot parle Yoruba, et vice versa, malgré les diversités dans les intonations. La différence fondamentale entre les deux langues est l'omission de quelques lettres du Yoruba pour obtenir le Nagot. Des échanges importants s'opèrent entre la ville de Savè et des villes du Nigéria, échanges qui  sont relativement faciles du fait de la proximité des langues entre ces peuples. Les Tchabès ont une tradition d'hospitalité.

### Autres cultures
D'autres ethnies, telles que les Fons, sont installées en ville. Ces derniers sont majoritairement concentrés dans les quartiers Dépôts A et Dépôts B que traversent les rails de l'axe Nord-Sud.
La cité garantit à tous le libre exercice des cultes. Toutes les religions du pays s'observent dans la ville. Même si le christianisme est la religion la plus pratiquée, Savè dispose des mosquées relativement importantes et d'un grand nombre de musulmans. Les animistes semblent les plus nombreux dans cette ville, tout comme dans la plupart des villes historiques du Bénin.

## Subdivisions

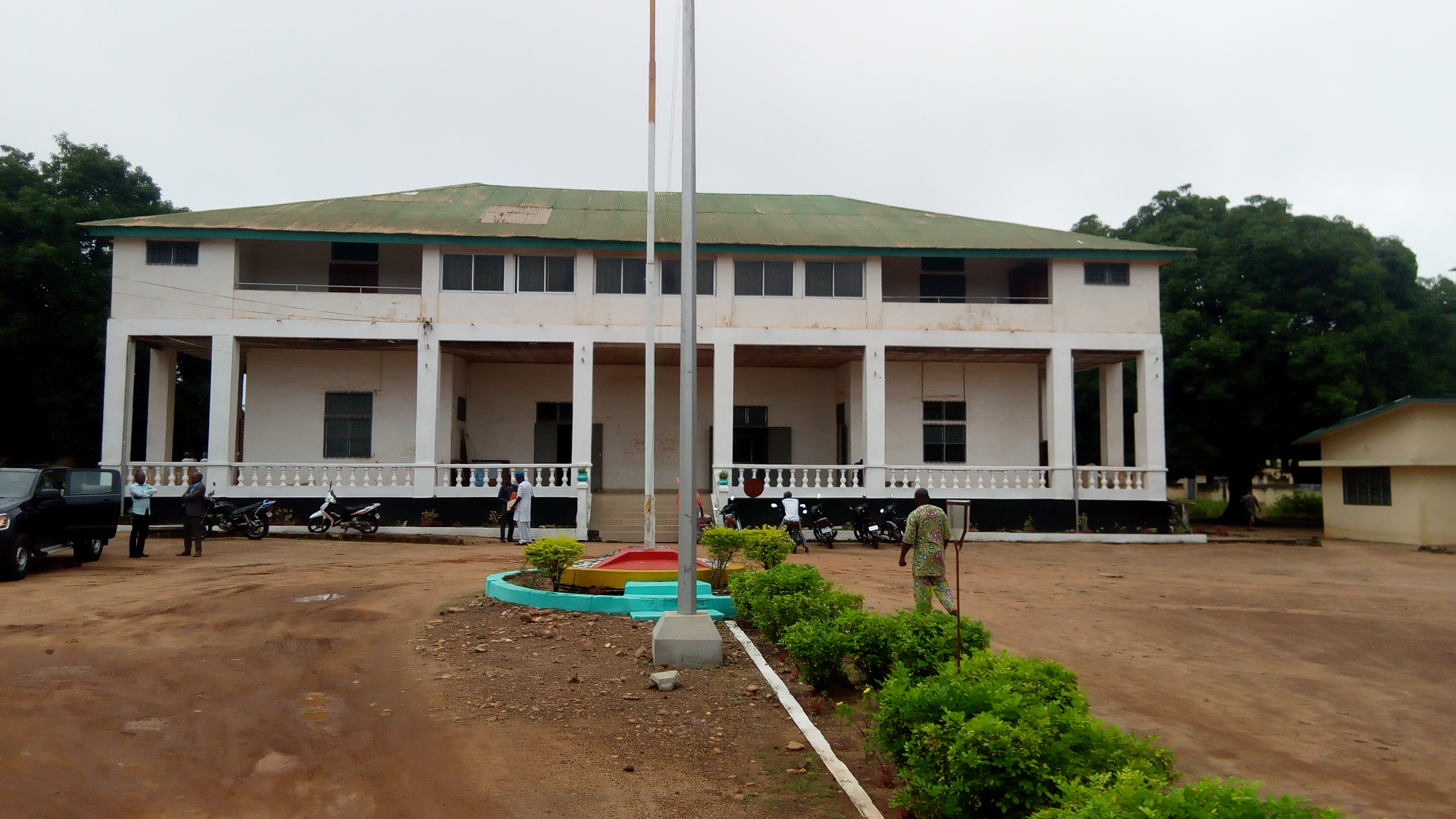
Mairie de Savè au Bénin

La commune est constituée de 8 arrondissements, eux-mêmes subdivisés en 60 villages et quartiers de ville.

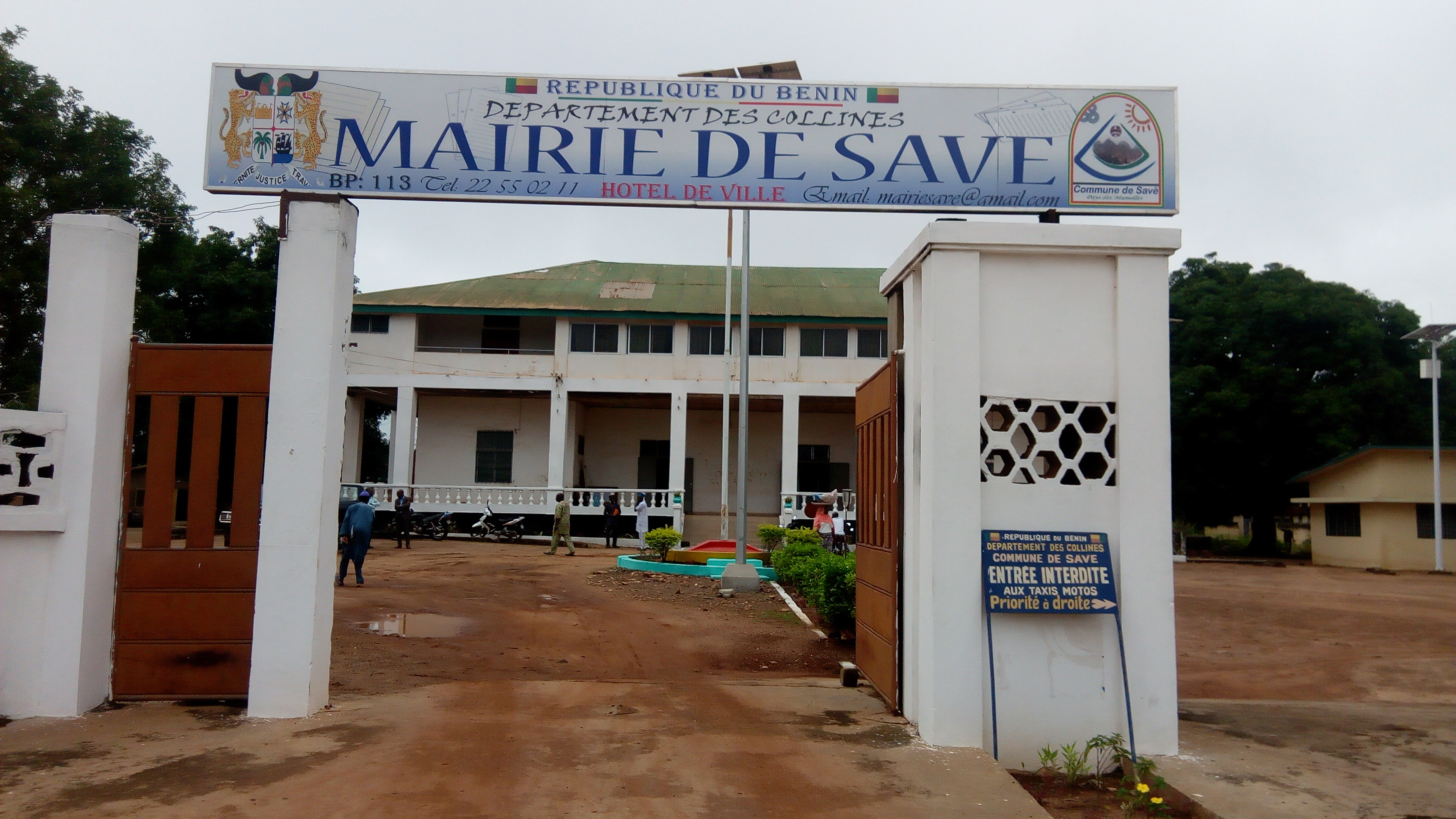
La mairie.

| Arrondissements | Quartiers & villages |
| --------------- | -------------------- |
| Adido           | 7                    |
| Besse           | 5                    |
| Boni            | 8                    |
| Kaboua          | 11                   |
| Plateau         | 7                    |
| Sakin           | 9                    |
| Offe            | 7                    |